# Giulio Tonti
Giulio Tonti, italijanski rimskokatoliški duhovnik, škof in kardinal, * 9. december 1844, Rim, † 11. december 1918.

## Življenjepis
21. decembra 1867 je prejel duhovniško posvečenje.
11. julija 1892 je bil imenovan za naslovnega nadškofa Samosa in za apostolskega delegata v Venezueli; 25. julija istega leta je prejel škofovsko posvečenje.
24. februarja 1893 je postal apostolski administrator Port-au-Princa in 15. julija istega leta je postal naslovni nadškof Sardesa.
1. oktobra 1894 je bil imenovan za nadškofa Port-au-Princa.
23. avgusta 1902 je postal apostolski nuncij v Braziliji in na Portugalskem; s slednjega položaja je odstopil 25. oktobra 1910.
6. decembra 1915 je bil povzdignjen v kardinala in imenovan za kardinal-diakona Ss. Silvestro e Martino ai Monti.
13. februarja 1917 je postal prefekt Kongregacije za zadeve verujočih.